# سلاتینیتسه
سلاتینیتسه (به چکی: Slatinice) یک منطقهٔ مسکونی در جمهوری چک است که در ناحیه اولومووتس واقع شده‌است. سلاتینیتسه ۷٫۷۷ کیلومتر مربع مساحت و ۱٬۵۳۸ نفر جمعیت دارد و ۲۴۷ متر بالاتر از سطح دریا واقع شده‌است.